# Копривниця
Копри́вниця (хорв. Koprivnica) — місто на півночі Хорватії. Адміністративний центр Копривницько-Крижевецької жупанії та однойменної громади.

## Положення

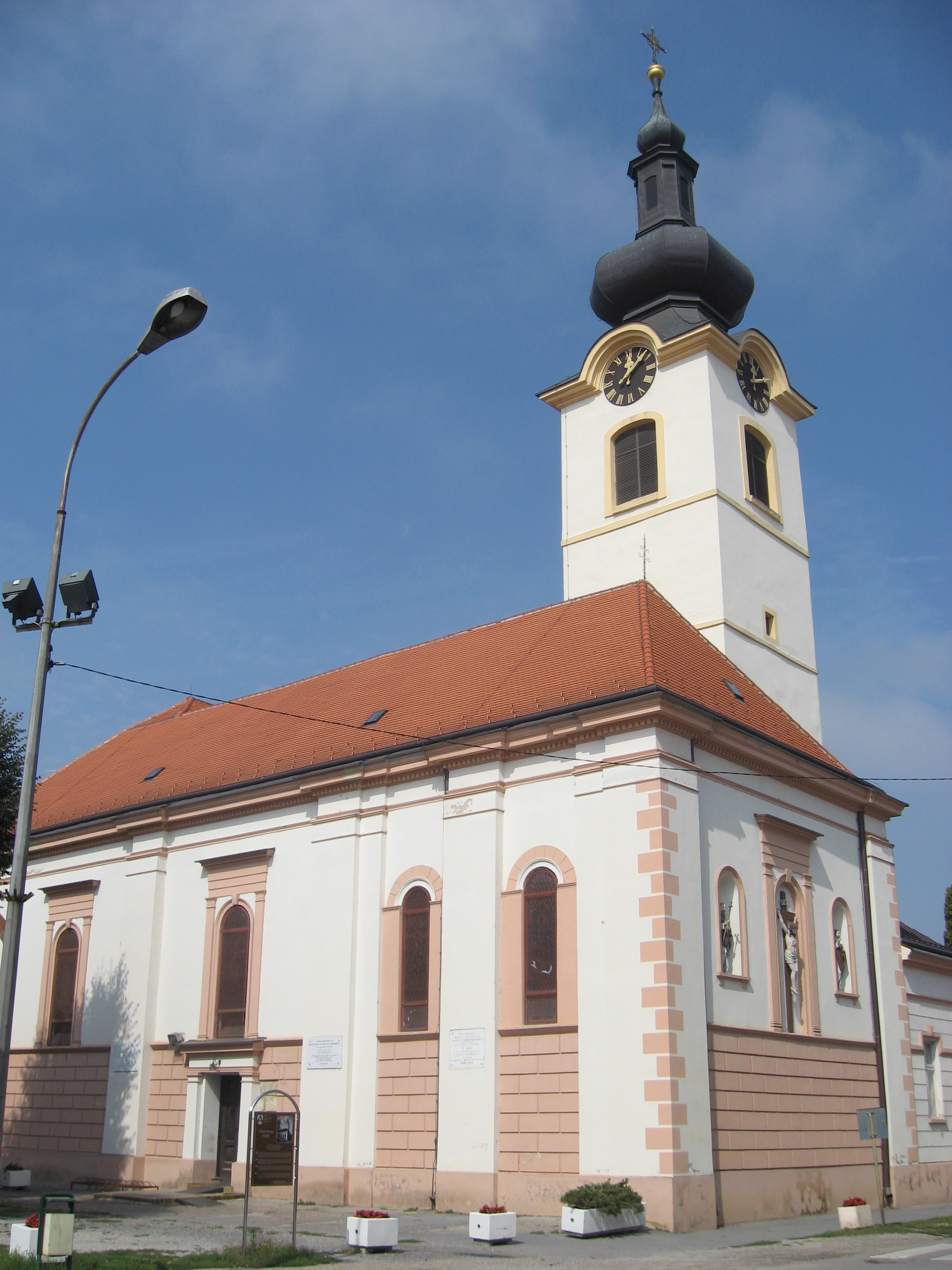
Церква Св. Миколая

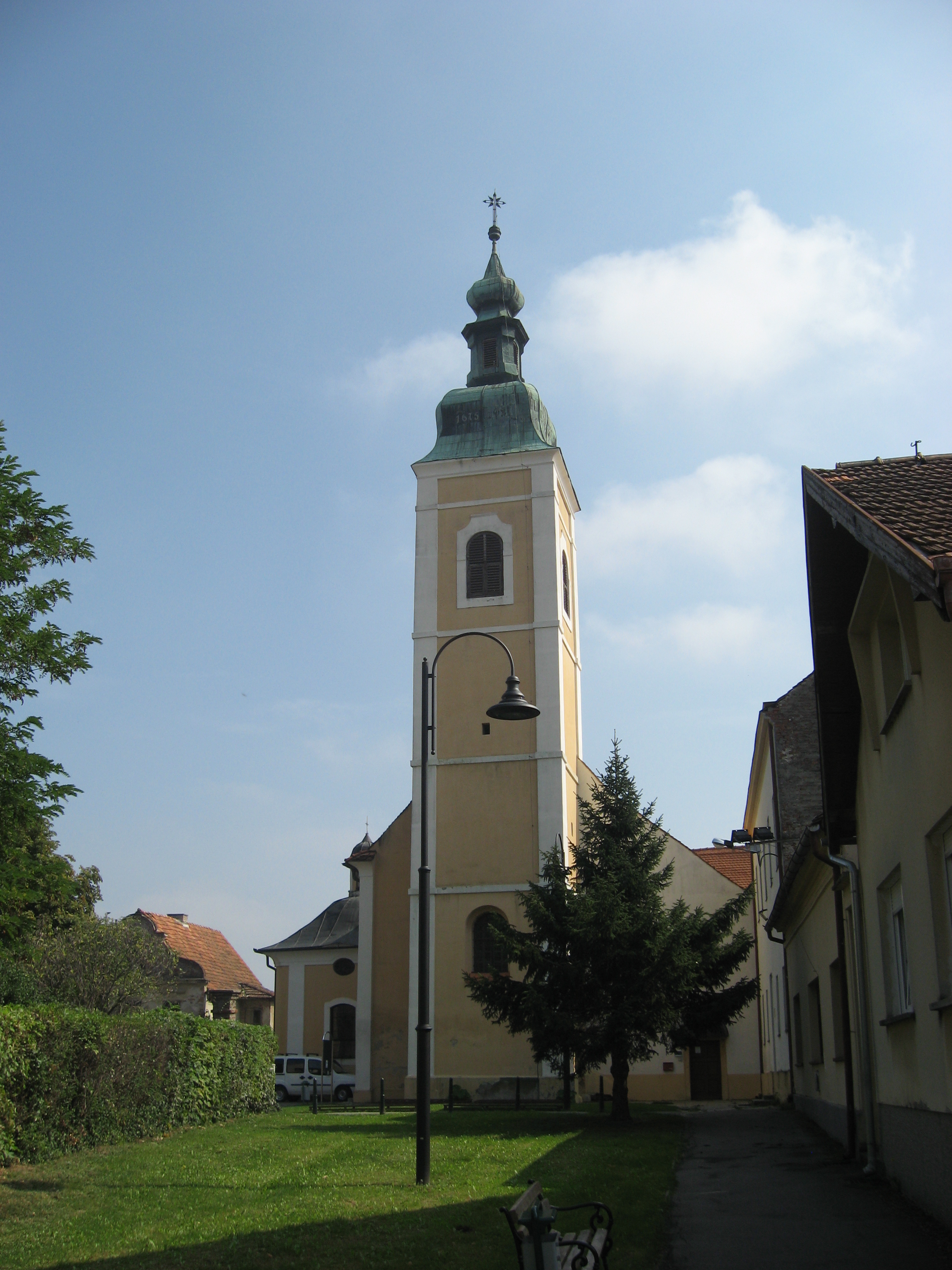
Монастир Св. Антонія Падуанського

Копривниця розташована на північний схід від Загреба (відстань до столиці — 75 кілометрів), за 10 кілометрів від кордону з Угорщиною, який проходить в цьому місці по річці Драва. За 32 кілометри на північний захід розташовано місто Вараждин, за 30 кілометрів на північний захід — Крижевці, за 22 кілометри на південний схід — Джурджевац.

## Сполучення
Копривниця — великий транспортний вузол. Тут перетинаються залізничні магістралі Загреб — Будапешт і Вараждин — Осієк. Автомобільні магістралі ведуть до Загреба, Вараждина, Осієка і до Угорщини.

## Економіка
Копривниця — промислове місто. Основу економіки міста складають харчова, хімічна і деревообробна промисловість. Найбільше підприємство міста — концерн «Podravka», що випускає харчові добавки, насамперед широко відому у світі «Вегету». До складу концерну входять також фармацевтична компанія «Белупо» і м'ясокомбінат «Даніца». У місті також розташовано виробничі потужності пивоварної компанії Carlsberg Croatia, виробника пива Pan, на продукцію якої припадає близько 16 % обсягів ринку пива країни.

## Історія та пам'ятки
Поселення на місці нинішнього міста вперше згадується в 1272 р., в 1356 р. Копривниця отримала статус міста.
Як і в багатьох містах регіону в Копривниці в кінці XVI сторіччя було збудовано фортецю для захисту від турецьких набігів, і місто було включено до складу Військової границі. У XVII ст. місто переживало бурхливий розвиток разом з усією Посавською Хорватією під владою Габсбургів.
У 1658 р. було закінчено будівництво францисканського монастиря Св. Антонія Падуанського, в XVII ж столітті було побудовано барокову церкву святого Миколая. Ще одну визначну пам'ятку Копривниці — церкву Святого Духа — було завершено в 1793 р.

## Спорт
У місті базується футбольна команда Славен Белупо.

## Населення
Населення громади за даними перепису 2011 року становило 30 854 осіб, 10 з яких назвали рідною українську мову. Населення самого міста становило 23 955 осіб.
Динаміка чисельності населення громади:
Динаміка чисельності населення міста:

## Населені пункти
Крім міста Копривниця, до громади також входять:
- Баковчиці
- Драгановець
- Херешин
- Ягнєдовець
- Круновець-Брег
- Река
- Стариград
- Штаґлінець

## Відомі особистості
В поселенні народився:
- Вінко Грдан (1900—1980) — югославський, сербський і хорватський художник, педагог.